# BAP Unión (BEV-161)
BAP Unión (BEV-161) je cvičná loď peruánského námořnictva. Jedná se o čtyřstěžňový bark. Unión je největší cvičnou plachetnicí v Latinské Americe. Plavidlo slouží nejen k výcviku, ale i prezentaci peruánského námořnictva v zahraničí.

## Stavba

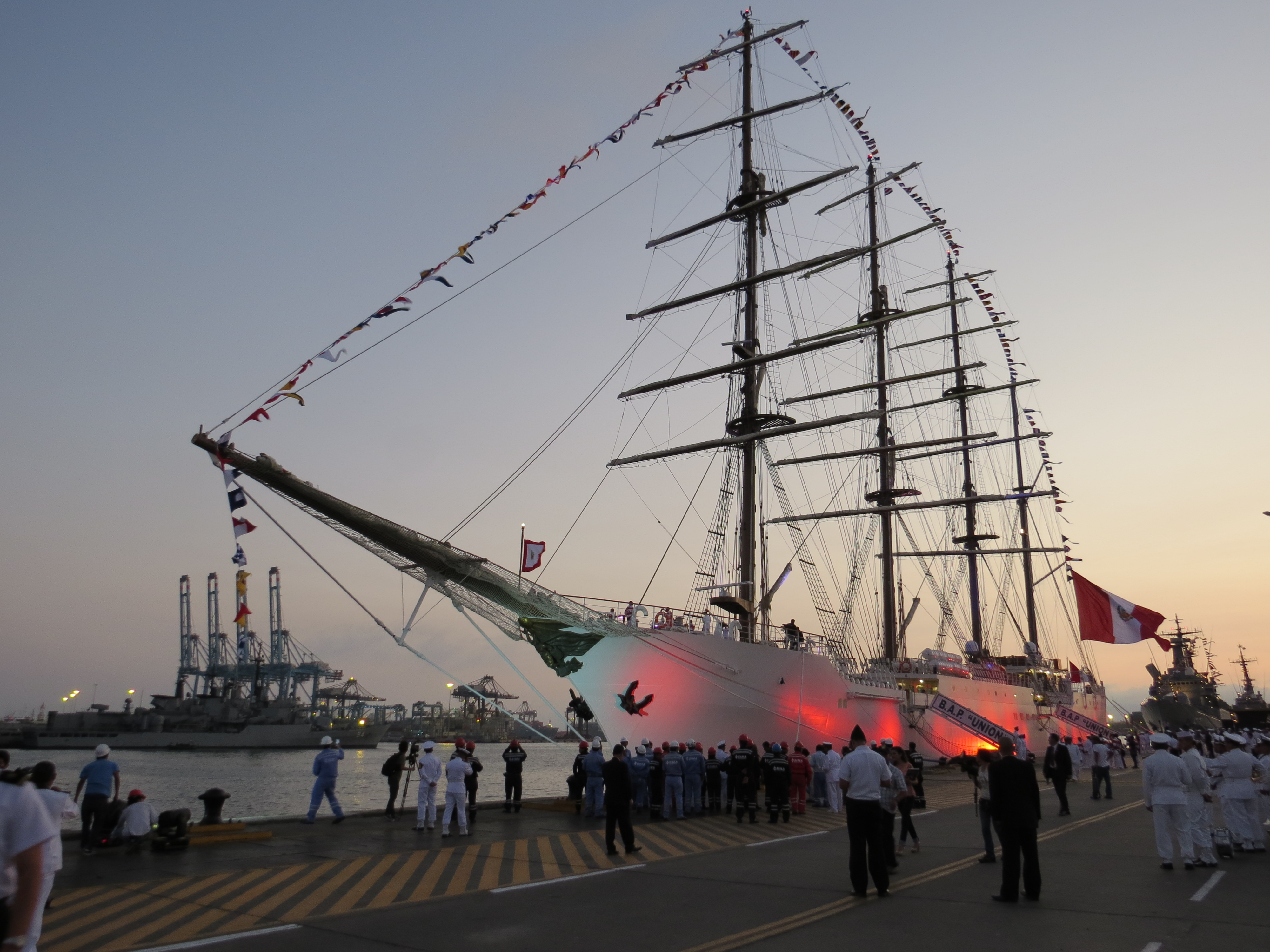
Unión v přístavu Callao

Stavba byla zahájena v prosinci 2012 v peruánské státní loděnici Servicios Industriales de la Marina (SIMA) v Callao. Se stavbou pomáhala rovněž španělsá firma CYPSA Ingenieros Navales a specialisté poskytnutí španělským námořnictvem. Loď byla na vodu spuštěna v prosinci 2014. Slavnostního ceremoniálu se účastnil i peruánský prezident Ollanta Humala. Do služby byla loď přijata 27. ledna 2016.

## Konstrukce
Unión je čtyřstěžňový bark s ocelovým trupem.